# 沿徑定向
沿徑定向（英語：Trail Orienteering, TrailO）是定向運動的一種，講求準確讀圖和辨別地形，而非體能、速度。其他定向項目，一般是靠運動員親身抵達控制點，然而，沿徑定向則是遠眺控制點，從幾支點標旗中，選出正確的一個。由於不要求體能，在此項運動中，不論參賽者有無肢體障礙，皆可以公平同場競技。
現時世界沿徑定向錦標賽的正式比賽項目有三項：精確賽（PreO）、速決賽（TempO）、接力賽（Relay）。精確賽是以答對題數多為勝；速決賽講求速度，答錯題僅罰時，以用時少為勝；而接力賽則為團隊項目。:5

## 概述
沿徑定向是要求準確讀圖和辨別地形的定向運動。實地的控制點附近，會放置若干個干擾點，而運動員需要辦認出正確的控制點以得分。沿徑定向講求導航，但與其他定向運動（如徒步、山地車、滑雪）相比，並無點到點競速的成份，也很少要選擇路線。雖然屬戶外賽事，但是沿徑而非越野進行，即參賽者不能離開小徑，而要隔遠辨別控制點，故比賽不取決越野的體能。而且，因為目標是準確（有時還包括判斷的速度），而非移動速度，所以此項運動中，不論有無肢體障礙，參賽者皆可以公平同場競技。
沿徑定向屬於國際定向聯盟（IOF）管轄的四種定向項目。自1994年起，每年舉辦歐洲沿徑定向錦標賽。最早的沿徑定向世界杯（World Cup）在1999年舉辦，而首屆世界沿徑定向錦標賽則是2004年於瑞典舉辦（連同世界定向錦標賽）。
其他定向項目，一般是靠運動員親身抵達控制點，（機械或電子）打點記錄，但沿徑定向則不然，而是以選擇題方式，運動員仔細觀察地形和比較地圖後，逐題回答「圖上圈出的控制點為何」，而選項則是從決定點所見的A、B、C等點標旗，或是Z（表示「皆否」）。

## 形式
世界沿徑定向錦標賽有三個正式比賽項目：精確賽（PreO）、速決賽（TempO）、接力賽（Relay）。:5

### 精確賽
精確賽（英語：precision orienteering, PreO）是傳統的沿徑定向。參賽者在起點領取地圖。控制點、起點、終點的位置在圖上圈出，與徒步定向一樣。在每個點位（或附近），會放置若干支點標旗，對應拉丁字母A、B、C等，數目不定。身處指定觀察點（稱為決定點）時，所見點標旗自左至右即依次為A、B、C等，字母在實地不作標示，但至多只有一支是正確位置，可以全部皆錯。參賽者必須沿徑而行，到達徑上的決定點。決定點在實地有標示，但地圖上則無標示。決定點的唯一用途，是定義各點標旗的次序，何者為A、何者為B等。作答時，不必僅停留於決定點觀察，而可以沿徑在不同視角觀察。
精確賽是以答對題數定勝負。此外，會有若干個計時控制點用作打破平局。同分時，則以在計時控制點用時少者為勝。在該些點，答對與否，不計入總分（2014年起的規則），但答錯時，用時會加上一定罰時。

### 速決賽
速決賽僅得計時點。參賽者以總時間排名，總時間少為優。總時間即作答用時，加上每個錯誤答案的30秒罰時。不作答或同一題答多於一個選項亦視為錯誤。
在每個計時站，參賽者要在指定位置坐好，該處能看清所有點標旗。旗由左而右用北約音標字母稱呼，即alpha、bravo、charlie、delta、echo、foxtrot。參賽者領取一疊小張地圖，每張僅顯示控制點附近的小區域，每題一張，順序作答。作答時，可以用手在寫有A、B、C、D、E、F、Z的板上指出，或口說alpha、bravo、charlie、delta、echo、foxtrot、zero，由工作人員記錄答案和用時。

### 接力賽
沿徑定向接力賽是3人團隊比賽，每位隊員都先做精確定向，然後完成一個計時部分。
世界沿徑定向錦標賽採用的正式賽制如下：:35–36
- 在起點同時出發，精確賽有限時，該限時由全隊三人共同分配使用。
- 精確賽賽程中，控制點數目為3的倍數，每個參賽者必需填答恰好三分之一的題數，次序不限。例如，若有27個控制點，則首名隊員答任意9題，次名隊員答其餘18題之中任意9題，餘下9題由最後的隊員作答。
- 交接區在地圖上清楚標示，如徒步定向（英语：Foot orienteering）的接力賽，必須在交接區交棒。然而，與徒步定向不同的是，每個隊員手上的地圖完全一樣。
- 隊員的溝通，以一張表為限，該表僅記載已作答題目為何，但不記載答案。嚴禁傳遞其他資訊。
- 首名和次名隊員交棒後，會去到計時站（不同棒次隊員要作答的計時站可能不同），計時站的規則同速決賽，可能有零（Z）答案，每次答錯罰30秒。
- 隊伍總分是將各隊員計時站作答用時相加，加上計時站每次答錯罰30秒，再加上精確賽每題答錯罰60秒，以及在精確賽超出時限的罰時，總成績秒數少為勝。
- 末名隊員的計時站是決賽。每隊第三名隊員完成精確賽後，會進入隔離區，等待計分，然後按臨時排名的逆序（即秒數多的先），獲介紹進入計時站。

也有替代的賽制，與徒步定向接力賽更類似。替代賽制與上述賽制的分別僅在精確賽一段：:35
- 所有隊員要去的決定點相同，順序到訪，但每人的控制點答案可以不同。
- 每隊內控制點的分配可能不同，但總體而言，每隊合共作答的題目一樣。（類似徒步定向（英语：Foot orienteering）接力中的分岔。）

## 零答案
高等沿徑定向中，除A、B、C等答案，對應實地放置的點標旗外，還有零答案（英語：zero, Z），解「實地全部旗皆非地圖所圈出的點」。
旗要離地圖圈出的點多遠才算零答案，又多近才算是有合理誤差的正確答案，稱為零寬限（英語：zero tolerance）。如何訂定寬限，備受爭議。

## 助行器
不允許用有內燃機的車輛，也不允許用設計供多人乘坐之電池車:3，但其他助行器（如電動輪椅）允許使用，也允許體力上的輔助，如由他人在斜坡推動輪椅向上:6。

## 地圖

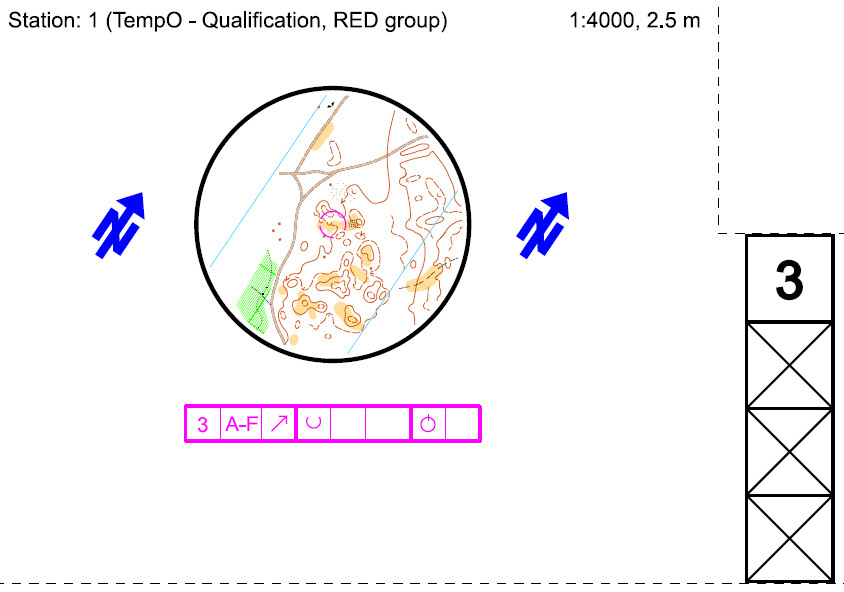
用TiM軟件 制作的速決賽地圖，歐洲沿徑定向錦標賽（ETOC 2018），布拉迪斯拉發

定向地圖應符合國際定向聯盟訂定之國際短途定向賽地圖規格（英語：International Specification for Sprint Orienteering Maps, ISSprOM），或國際定向賽地圖規格（英語：International Specification for Orienteering Maps, ISOM）:12，比例尺常見1:5000或1:4000。

## 控制卡
精確賽中，可以使用傳統的紙製控制卡，也可以使用電子點籤器。
傳統控制卡如同多題選擇題的答題表，一張內有兩份複本，一份交予主辦方計算成績，一份由參賽者自行保存。對摺後，兩份複本會重合，使用密碼夾刺穿時，會在兩份複本上留下同樣的孔洞。:6–7比賽前，在控制卡的表頭填上姓名、賽號、組別，而開始和結束時間則與徒步定向以同樣方式填寫。此外，有預留幾格，計時站點的工作人員用作記錄作答用時。精確賽中，作答用的密碼夾，會用繩掛在決定點附近，供參賽者用作標記答案（另一個做法是，由參賽者自行攜帶密碼夾）。同一行打點多於一次，或是打點超出格的範圍，則視為答錯。:8
若使用電子點籤，則作答方式是，參賽者用所屬指卡，輕觸在決定點放置的點籤器（貼有A、B、C等標籤）。:9
在速決賽，過往常由工作人員在紙本記錄卡上，記下參賽者的答案和用時，再交給主辦方計算成績:5，後來主辦方（如2016至2019年間的世界沿徑定向錦標賽）則常採用流動應用程式，如ANT （页面存档备份，存于）。

## 外部鏈結
- 李德根. . 香港野外定向會（HKOC） 第二版. 2020  [2021-09-05]. （原始内容存档于2021-09-05）.——十個章節共57課的中文教程。
- [速決賽模擬器].   [2021-09-05]. （原始内容存档于2021-09-05） （英语）.——按速決賽規則計時，以相片練習沿徑定向。